# اپلتون تورن
اپلتون تورن (به انگلیسی: Appleton Thorn) یک روستا در بریتانیا است که در وارینگتون واقع شده‌است. اپلتون تورن ۱۰٬۴۷۷ نفر جمعیت دارد.